# Christa Czekay
Christa Czekay (dekliški priimek Elsler), nemška atletinja, * 20. marec 1944, Waldenburg, Nemčija, † 14. junij 2017, Nemčija.
Ni nastopila na poletnih olimpijskih igrah. Na evropskih prvenstvih je osvojila bronasto medaljo v štafeti 4×400 m leta 1969, na evropskih dvoranskih prvenstvih pa srebrno medaljo v isti disciplini leta 1971 in zlato medaljo v štafeti 4×182 m leta 1968. 19. septembra 1969 je z zahodnonemško reprezentanco postavila svetovni rekord v štafeti 4 x 400 m.